# الشعف
المسقي أحد مراكز إمارة منطقة عسير، تقع في جنوب شرق أبها على مسافة خمسة وثلاثين كيلو متر. وبها من الدوائر الحكومية: مركز إداري، دفاع مدني، محكمة، مركز هيئة، فرع أوقاف، شرطة، مرور، ومكتب تربية بنات.

## القرى
تشمل الشعف على مجموعة من القرى أهمها:
- المسقي
- القرعاء
- ال سرحان
- الأثنين
- آل قزع
- الصحن
- الدحيض
- القلت
- الصيحاني
- آل بالعلاء
- تمنية
- المريش، يقطنها 21733 نسمة.[1]

## التسمية
الشعف من كل شيء أعلاه، وشعفة الجبل بالتحريك رأسه والجمع شعف. وكان يسمى قديما «شعف إراشة»، قال عبد الملك بن هشام: «إراشة بطن من خثعم»، ولا زال يسمى الشعف ولكن أصبح يسمى شعف شهران.

## أنظر أيضًا
- طبب
- القحمة
- الربوعة